# Сан-Лоренсу (микрорегион)

Сан-Лоренсу на карте.

Сан-Лоренсу (порт. Microrregião de São Lourenço) — микрорегион в Бразилии, входит в штат Минас-Жерайс. Составная часть мезорегиона Юг и юго-запад штата Минас-Жерайс. Население составляет 	208 293	 человека (на 2010 год). Площадь — 	3833,477	 км². Плотность населения — 	54,34	 чел./км².

## Демография
Согласно сведениям, собранным в ходе переписи 2010 г. Национальным институтом географии и статистики (IBGE), население микрорегиона составляет:						
| Полное население                             | Полное население                             | Полное население                             | Полное население                             | 208 293 |
| -------------------------------------------- | -------------------------------------------- | -------------------------------------------- | -------------------------------------------- | ------- |
| в том числе:                                 | Городское население                          | 171 007                                      | Процент городского населения, %              | 82,10   |
|                                              | Сельское население                           | 37 286                                       | Процент сельского населения, %               | 17,90   |
|                                              | Мужское население                            | 102 697                                      | Процент мужского населения, %                | 49,30   |
|                                              | Женское население                            | 105 596                                      | Процент женского населения, %                | 50,70   |
| Плотность населения, чел/км²                 | Плотность населения, чел/км²                 | Плотность населения, чел/км²                 | Плотность населения, чел/км²                 | 54,34   |
| Население микрорегиона в % к населению штата | Население микрорегиона в % к населению штата | Население микрорегиона в % к населению штата | Население микрорегиона в % к населению штата | 1,06    |

## Статистика
- Валовой внутренний продукт на 2003 год составляет 1 002 335 233,00 реалов (данные: Бразильский институт географии и статистики).
- Валовой внутренний продукт на душу населения на 2003 год составляет 4877,63 реалов (данные: Бразильский институт географии и статистики).
- Индекс развития человеческого потенциала на 2000 год составляет 0,784 (данные: Программа развития ООН).

## Состав микрорегиона
В составе микрорегиона включены следующие муниципалитеты:
1. Алагоа
2. Баэпенди
3. Камбукира
4. Карму-ди-Минас
5. Кашамбу
6. Консейсан-ду-Риу-Верди
7. Итамонти
8. Итаньянду
9. Жезуания
10. Ламбари
11. Олимпиу-Норонья
12. Паса-Куатру
13. Позу-Алту
14. Соледади-ди-Минас
15. Сан-Лоренсу
16. Сан-Себастьян-ду-Риу-Верди